# Ян (Флоріан) П'ясецький
Ян (Флоріан, іноді Іван) Пясецький (пом. 1563/1564) — шляхтич з Поділля, військовик. За Каспером Несецьким, Словником Географічним Королівства Польського — Флоріан П'ясецький гербу Яніна. За Шимоном Окольським — Ян П'ясецький гербу Забава. Воював проти турків, загинув разом з Дмитром Вишневецьким «Байдою»; за своє життя як «великий пан» пропонував паші викуп 20000 дукатів. Я. П'ясецький був страчений, як і Дмитро Вишневецький — скинутий (чи почеплений) на гак. Був власником Оринина.
Доньки:
- Софія — перша дружина кам'янецького каштеляна Анджея Потоцького, мати коронного гетьмана Станіслава «Ревери»
- NN, дружина Яцимірського, який отримав Оринин як посаг